# Hassel (Reichshof)
Hassel ist ein Ort von insgesamt 106 Ortschaften der Gemeinde Reichshof im Oberbergischen Kreis im nordrhein-westfälischen Regierungsbezirk Köln in Deutschland.

## Lage und Beschreibung
Hassel liegt nordöstlich der Wiehltalsperre, die nächstgelegenen Zentren sind Gummersbach (24 km nordwestlich), Köln (61 km westlich) und Siegen (45 km südöstlich). Hassel liegt nordöstlich der Wiehltalsperre.

## Geschichte

### Erstnennung
1529 wurde der Ort das erste Mal urkundlich erwähnt. „Tauschvertrag des Pächters Peter zu Hasseltzsyffen mit der Kirche zu Eckenhagen.“
Die Schreibweise der Erstnennung war Hasseltzsyffen.
| Bevölkerungsentwicklung | Bevölkerungsentwicklung |
| Jahr                    | Einwohner               |
| ----------------------- | ----------------------- |
| 1991                    | 35                      |
| 2005                    | 23                      |
| 2006                    | 25                      |
| 2008                    | 23                      |
| 2017                    | 22                      |
| 2018                    | 22                      |
| 2019                    | 20                      |

## Vereinswesen
- Golf Club Reichshof